# Notre-Dame-des-Landes
Notre-Dame-des-Landes is een plaats in het westen van Frankrijk, in het departement Loire-Atlantique. De gemeente telde 2.335 inwoners op 1 januari 2022.
Sinds het begin van de jaren 2000 wordt er tegen de komst van een nieuw vliegveld geprotesteerd.

## Geografie
De oppervlakte van Notre-Dame-des-Landes bedroeg op 1 januari 2022 37,4 vierkante kilometer; de bevolkingsdichtheid was toen 62,4 inwoners per km².

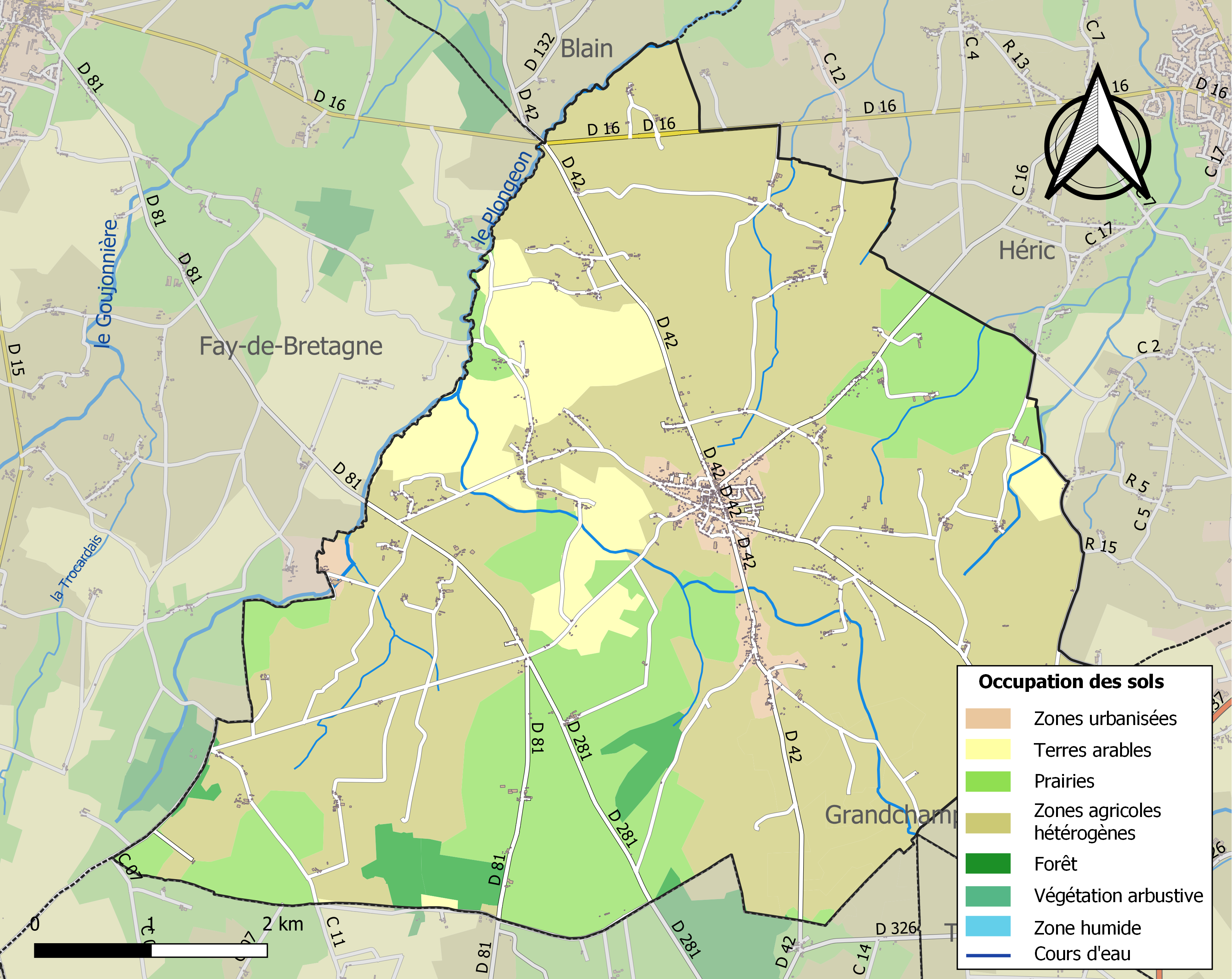
Kaart van de gemeente met de belangrijkste infrastructuur, bodemgebruik en omliggende gemeenten

## Demografie
Onderstaande figuur toont het verloop van het inwonertal, bron: INSEE-tellingen. 

- (fr)  Statistische informatie op de website van INSEE